# Udvidelsespakke
En udvidelsespakke er en ekspansion af et eksisterende computerspil eller program, der som regel kræver at man har originalen installeret på forhånd.
I computerspil tilfører en udvidelsespakke typisk, udover mere historie og plot, nye genstande f.eks. i form af nye enheder, bygninger, magier, våben, osv.
Et eksempel er The Sims, som er blevet berygtet for sine mange udvidelsespakker, hvoraf der eksisterer otte alene til det første spil i serien. Hver af pakkerne indeholdt nye møbler, nyt tøj, og i nogle tilfælde nye nabolag og funktioner.
I programmer tilfører en udvidelsespakke typisk flere eller opgraderede funktioner og muligheder.

## Selvstændige udvidelser
Når en udvidelse er selvstændig eller "stand-alone", kan den anvendes uden at spilleren behøver være i besiddelse af det oprindelige spil, som udvidelsen "udvider". Til gengæld er det udbredt, at denne form for udvidelse mangler visse dele af det oprindelige indhold, således at det giver mening for spilleren ikke at nøjes med udvidelsen. Et eksempel på denne form for forretningsstrategi kan ses i form af strategispil udgivet af THQ, f.eks. Warhammer 40.000: Dawn of War og Company of Heroes. Udvidelserne til begge disse spil er selvstændige, og indeholder nye, spilbare hære, men mangler til gengæld hærene fra de oprindelige spil. Derfor er det nødvendigt at have både original og udvidelse for at få adgang til alle hærene, på trods af, at udvidelserne i sig selv er fuldt spilbare.

## Udvidelser til konsolspil
På spillekonsoller med harddisk, som f.eks. Xbox 360, er det muligt at installere udvidelsespakker til visse spil på denne, på samme måde som på PC. Ældre konsoller, som PS2, der ikke er udstyret med harddisk, har derimod ikke mulighed for at installere nyt indhold på samme måde. En alternativ løsning, som eksempelvis er brugt i "Xtreme Legends"-udvidelserne til Dynasty Warriors-spillene, er, at spilleren kan verificere, at han ejer det originale spil, ved at indlæse den originale spil-dvd, mens udvidelsespakken er indlæst i konsollens hukommelse. Derved kan spilleren få adgang til indhold på udvidelses-dvd'en, som ellers ikke ville være tilgængeligt.

## Eksempler på udvidelsespakker
- Shadow of the Serpent Riders, 1996, udvidelse til Heretic
- Beyond the Dark Portal, 1996, udvidelse til WarCraft II
- The Covert Operations, 1996, udvidelse til Command & Conquer
- The Price of Loyalty, 1997, udvidelse til Heroes of Might & Magic II
- Brood War, 1998, udvidelse til StarCraft
- Beyond the Call of Duty, 1999, udvidelse til Commandos: Behind Enemy Lines
- Resurrection of Evil, 2005, udvidelse til Doom 3
- Dark Crusade, 2006, selvstændig udvidelse til Warhammer 40.000: Dawn of War
- Opposing Fronts, 2007, selvtændig udvidelse til Company of Heroes
- Chaos Rising, 2010, selvstændig udvidelse til Warhammer 40.000: Dawn of War II

| computerspil | Spire Denne computerspilsrelaterede artikel er en spire som bør udbygges. Du er velkommen til at hjælpe Wikipedia ved at udvide den. |